# Corynoptera hannae
Corynoptera hannae är en tvåvingeart som beskrevs av Menzel 2005. Corynoptera hannae ingår i släktet Corynoptera och familjen sorgmyggor.
Artens utbredningsområde är Spanien. Inga underarter finns listade i Catalogue of Life.